# 長嘴山鶉
長嘴山鶉（Rhizothera longirostris）是雉科长嘴山鹑属的一种鸟类，其种加词“longirostris”意为“长吻的”、“长嘴的”。分佈在汶萊、印尼、馬來西亞、緬甸及泰國。
長嘴山鶉棲息在亞熱帶或熱帶的乾旱森林、潮濕低地及山區森林。牠們受到棲息地丧失的威胁。